# Piscsug
Piscsug (oroszul: Пыщуг) falu Oroszország Kosztromai területén, a Piscsugi járás székhelye.	
Lakossága: 3137 fő (a 2010. évi népszámláláskor).

## Fekvése
A Kosztromai terület északkeleti részén, Kosztromától országúton 368 km-re, a Piscsug (a Vetluga mellékfolyója) partján terül el. A településen át vezet a P-157 (R-157) jelű észak-déli irányú (Ureny–Sarja–Kotlasz) országút. A legközelebbi vasútállomás a 64 km-re délre fekvő Sarja, a transzszibériai vasútvonal északi ágán. 

## Története
A települést először 1616-ban Ivakino néven említi írott forrás. Nevét 1659-ben készült fatemploma után Nyikolszkojere változtatták, majd a 17. század végén a folyó nevére cserélték. A fatemplom helyett 1836-ban kőből építettek templomot. A település 1742-től a híres Gyemidov családhoz tartozó A. I. Gyemidov, majd fia birtoka volt, később mások tulajdonába került. 1867-ben nyitották meg az első iskolát, a következő évben kórháza is lett. Lakosainak fő foglalkozása a fakitermelés és faúsztatás volt. 

## A 21. században
1929 óta járási székhely. A faipar (kitermelés és fafeldolgozás) napjainkban is meghatározó a település gazdasági életében. Tőzegkitermeléssel foglalkozó vállalata is jelentős. Járási kórház, kulturális és szabadidőközpont, zeneiskola, helytörténeti múzeum működik a településen. 